# 木村カエラcosmic☆radio
『木村カエラcosmic☆radio』（きむらカエラ コズミックレディオ）は、2016年10月2日から2020年3月29日までTOKYO FM制作でJFN系列で放送されていたラジオ番組。放送時間は毎週日曜 23:30 - 23:55 （日本標準時）。